# U-982
Unterseeboot 982 foi um submarino alemão do Tipo VIIC, pertencente a Kriegsmarine que atuou durante a Segunda Guerra Mundial.

## Comandantes
| Comandante                   | Data                                      |
| ---------------------------- | ----------------------------------------- |
| Edmund Grochowiak            | 10 de junho de 1943 - 11 de abril de 1944 |
| Oblt. Ernst-Werner Schwirley | 12 de abril de 1944 - 15 de julho de 1944 |
| Oblt. Curt Hartmann          | 16 de julho de 1944 - 9 de abril de 1945  |

## Subordinação
Durante o seu tempo de serviço, esteve subordinado às seguintes flotilhas:
| Período                                      | Flotilha                                  |
| -------------------------------------------- | ----------------------------------------- |
| 10 de junho de 1943 - 31 de janeiro de 1944  | 5. Unterseebootsflottille (treinamento)   |
| 1 de fevereiro de 1944 - 1 de julho de 1944  | 6. Unterseebootsflottille (serviço ativo) |
| 1 de julho de 1944 - 28 de fevereiro de 1945 | 14. Unterseebootsflottille (treinamento)  |
| 1 de março de 1945 - 9 de abril de 1945      | 31. Unterseebootsflottille (treinamento)  |